# Wodaabe
Niektóre z zamieszczonych tu informacji wymagają weryfikacji.
Dokładniejsze informacje o tym, co należy poprawić, być może znajdują się w dyskusji tego artykułu.
 Po wyeliminowaniu niedoskonałości należy usunąć szablon [[Szablon:Dopracować|]] z tego artykułu.

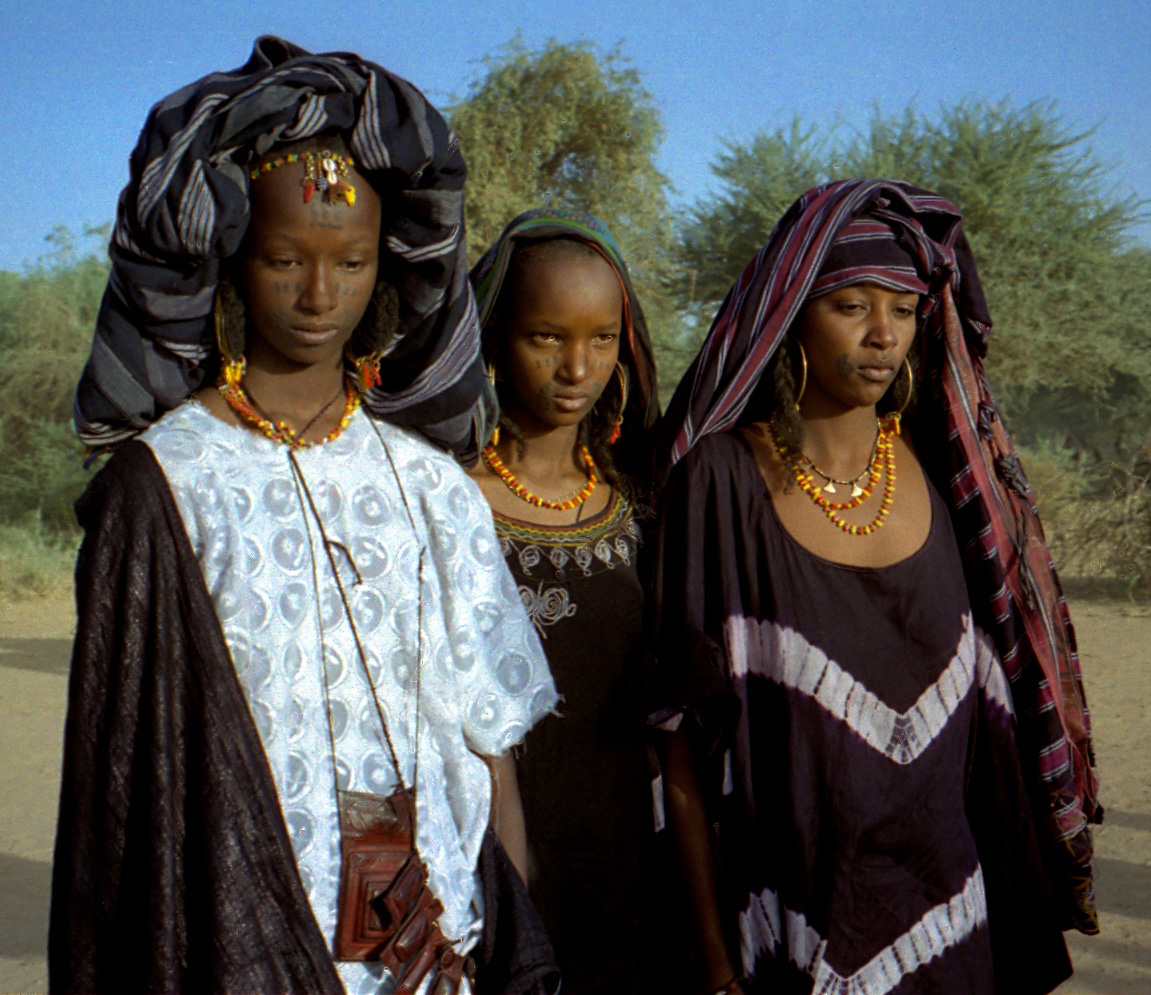
Kobiety z plemienia Wodaabe

Wodaabe – jeden z ludów Afryki należący do grupy etnicznej Fulbe.
Wodaabe żyją jako wędrowni pasterze (koczownicy). Wędrują wzdłuż południowej granicy Sahary.
Napisy naskalne z centralnej części Sahary sprzed ok. 5000 lat dowodzą ich obecności już w epoce kamienia. Rytm życia Wodaabe podporządkowany jest potrzebom ich długorogiego bydła zebu, którego hodowla i pielęgnacja jest bardzo pracochłonna. Niechętnie sprzedają swoje zwierzęta, a ubój odbywa się niezwykle rzadko. Odżywiają się głównie mlekiem i zebranymi roślinami. Pogardzani przez wszystkie sąsiednie grupy etniczne, są nazywani Bororo, tzn. Zaniedbani Pasterze. Sami nazywają siebie Wodaabe, co oznacza „tabu czystości”.  
W odróżnieniu od innych plemion Afryki nie mają zhierarchizowanej struktury społecznej. Autorytet Ardo opiera się tylko na ich doświadczeniu życiowym. Mogą oni udzielać rad, ale nie rozkazów. 
We wrześniu, na koniec pory deszczowej, odbywa się kilkudniowy konkurs piękności. Spośród około tysiąca tańczących młodych mężczyzn z kolorowo pomalowanymi twarzami, ustrojonych w barwne stroje i bransolety, młode dziewczyny wybierają najpiękniejszego.